# Kościół św. Andrzeja w Prochowicach
Kościół św. Andrzeja w Prochowicach – nieużywana, zabytkowa świątynia katolicka zlokalizowana w Prochowicach przy ul. Legnickiej róg Kopernika. Kościół jest dawną świątynią zamkową i znajduje się w pobliżu prochowickiego zamku (dojście ul. Kopernika). Został wzniesiony w końcu XV wieku, w stylu gotyckim. Był kilkakrotnie przebudowywany, m.in. w formach neogotyckich. Wewnątrz i na zewnątrz znajdują się zabytkowe płyty nagrobne, m.in. z lat 1527 - 1597. Do 1945 była to świątynia ewangelicka.

## Historia
Świątynia (wówczas drewniana) jest wymieniona po raz pierwszy w 1217. W 1426, z inicjatywy posiadacza prochowickiego zamku, Ottona Zedlitza, konstrukcja została wymieniona na murowaną. Około 1737 i w początku XX wieku przeszła ona kolejne remonty. Po zakończeniu II wojny światowej kościół przestał pełnić funkcje sakralne i był użytkowany jako magazyn. Mocno zdekapitalizowany obiekt powrócił na własność Kościoła katolickiego.

## Architektura
Kościół o rzucie prostokątnym wzniesiono z cegły gotyckiej. Od północy dobudowano doń prostokątną zakrystię, a od zachodu neogotycką kruchtę. Nad prezbiterium stoi stosunkowo wysoka wieża o rzucie czworokątntm.

## Zespół nagrobków

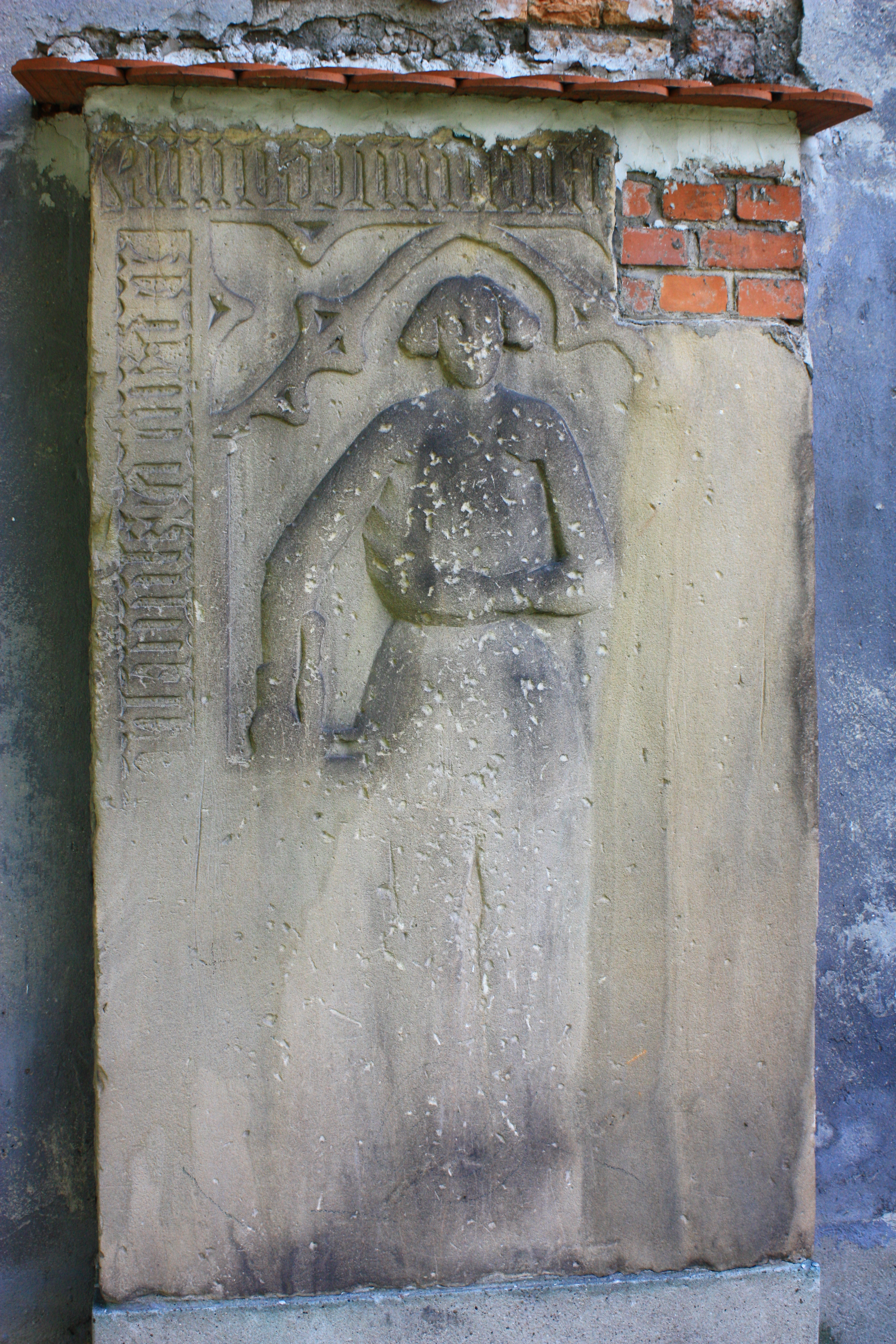
Jedna z płyt nagrobnych

Spośród 19 epitafiów i płyt nagrobnych oraz 2 nagrobków architektonicznych, jakie znajdują się na wyposażeniu obiektu, wyróżniają się powstałe w XVI wieku i głównie związane z władającym wówczas miastem rodem Zedlitzów. Najokazalsze z nich to nagrobki architektoniczne:
- Christiny Oppersdorfin (de domo Zedlitz) z 1561 z krucyfiksem i postacią niewieścią w czepcu i długiej szacie z szerokim kołnierzem,
- Ottona von Czedlicza z 1563 w zbroi i z mieczem oraz jego małżonki, zmarłej rok później Elżbiety (de domo Talckenbergin),
- Ottona von Czedlicza zmarłego w 1510, wyrzeźbionego w pozycji frontalnej, jako rycerza,
- Hansa von Czedlicza zmarłego w 1527, również wyrzeźbionego jako rycerza wspartego na mieczu,
- Fabiana Zedlitza, zmarłego w 1558, ukazanego jako rycerza w hełmie z uniesioną przyłbicą,
- Suzany, żony Ottona zmarłej w 1532, ukazanej w zdobnej szacie z dekoltem, w sznurowanym staniku, fałdowanej spódnicy,
- Zuzanny de domo Zeidlitz, zmarłej młodo w 1540, wyobrażonej jako dziecko w długiej sukience, z tarczą herbową i jabłkiem,
- Hansa Schwenckfelda, zmarłego w 1551 z profilowym ujęciem głowy w ostro zakończonej czapce z piórkiem i chwostem - najprawdopodobniej jest to jedyny poza Osiekiem nagrobek członka sekty szwenkfeldystów na Śląsku[1].

Z językowego punktu widzenia interesująca jest spolszczona często forma nazwiska (Czedlicz). Rosnąca w siłę i zamożna Polska Jagiellonów była prawdopodobnie na tyle atrakcyjna, by skłaniać członków rodu do unifikacji i identyfikacji z polskością. Nekropolia ta zasługuje na uwagę m.in. z powodu wysokiego poziomu artystycznego nagrobków.